# Хартман, Дэн
Даниэль Эрл «Дэн» Хартман (Daniel Earl «Dan» Hartman; 8 декабря 1950, Гаррисберг, Пенсильвания — 22 марта 1994, Уэстпорт, Коннектикут) — американский певец, поэт и музыкальный продюсер. Наибольшую известность получил в 1984 году благодаря песне «I Can Dream About You» (Я могу мечтать о тебе). Также был бас-гитаристом и исполнителем вокальных партий в составе The Edgar Winter Group.

## Смерть
22 марта 1994 года 43-летний музыкант скончался в Уэстпорте, Коннектикут от опухоли головного мозга.

## Дискография
1. 1976 — Who Is Dan Hartman.
2. 1976 — Images.
3. 1979 — Instant Replay.
4. 1980 — Relight My Fire.
5. 1981 — April Music Recorded Music Library.
6. 1982 — It Hurts To Be In Love.
7. 1984 — I Can Dream About You.
8. 1986 — Whiteboy.
9. 1989 — New Green Clear Blue.
10. 1994 — Keep The Fire Burnin.
11. 2004 — Superhits.